# Drašnice
Drašnice su priobalno naselje na jugu Hrvatske u Makarskom primorju. Administrativno pripada općini Podgori u Splitsko-dalmatinskoj županiji. Od naselja Podgore udaljene su 3 km u smjeru jugoistoka.

## Ime
U literaturi je uvriježena ideja, a koja je postala nepisano pravilo, da se toponim koji u sebi ima korijen *drač veže za biljku draču (Paliurus spina christi). Da toponimi koji u sebi nose korijen *drač ne moraju biti vezani za spomenutu vrst biljke, upozorio je V. Tarbušković prilikom istraživanja Starogradskog polja na Hvaru. Nadalje, isti još i navodi da na mjestu gdje toponim Dračevica rasprostranjen, drača danas nije ni vidljiva, već samo vinova loza. Bez obzira koliko bi toponim Dračevica mogao biti star, teško da bi bio nosilac po biljci, ako krenemo od činjenice da su ljudi od davnina obrađivali svaki komadić zemlje u priobalju i zaleđu istočne obale Jadrana, radi oskudnosti iste. Tarbušković stoga s pravom povezuje starogradski toponim Dračevica s terminom „drako”, povlačeći analogiju s toponimima Vidova gora i Drakonjina spilja na Braču. Toponim s korijenom *drač vezan je za kultove Peruna i Velesa. Istu analogiju valja primijeniti i na tučepski lokalitet Dračevice, podgorski Dračevac, kao i na naziv mjesta Drašnice. U prilog tome idu i činjenice da se na samom lokalitetu Dračevice u Tučepima nalazi crkva sv. Jurja, a koji je poznat kao ubojica zmaja. Crkvice i oronimi s titularem sv. Jurja nadomješćuju domorodačka predrimska svetišta/kultna mjesta. Uobičajeno je da se u podnožju brda, planine ili nekog drugog visa s kultnim mjestom posvećenom Perunu, nalazi i njegov protivnik, Veles. Podgorski Dračevac vjerojatno je vezan za Perunovo svetište na brdu Sutvid. Treba napomenuti da se na oba lokaliteta pokrivenim toponimima Dračevice (tučepski) i Dračevac (podgorski) potok ulijevao u more; štaviše, u Tučepima je više njih. No, gdje se štovao Perun u odnosu na Dračevice – je li je to kultno mjesto koje se nalazi na vrhu litice sjeverno od crkve svete Kate – Grad/Gradina? Je li su, iz praktičnih razloga, i s ciljem zatiranja starog kulta, kršćanski oci premjestili kult Peruna/sv. Jurja s vrha litice u podnožje, uz more? Isto vrijedi primijeniti i za naziv mjesta Drašnice Planinski vrh nad Drašnicama nosi naziv Sućuraj, uz more se nalazi crkva sv. Jurja, a put koji vodi do iste, iz podbiokovske zone (jer ljudi su obitavali i zabiokovskoj i podbiokovskoj zoni) nosi i danas naziv Račine, Uz račine.

## Stanovništvo
Prema popisu stanovništva iz 2001. godine, u Drašnicama živi 328 stanovnika. 
| broj stanovnika | 514   | 586   | 631   | 684   | 695   | 753   | 653   | 585   | 518   | 513   | 427   | 366   | 319   | 331   | 328   | 339   | 286   |
|                 | 1857. | 1869. | 1880. | 1890. | 1900. | 1910. | 1921. | 1931. | 1948. | 1953. | 1961. | 1971. | 1981. | 1991. | 2001. | 2011. | 2021. |

## Promet
Naselje se nalazi na Jadranskoj magistrali, glavnoj hrvatskoj priobalnoj cestovnoj prometnici, udaljeno je od Makarske 12 km, Dubrovnika 150 km, Splita 75 km.

## Gospodarstvo
Glavna djelatnost stanovništva je turizam, čemu pridonosi velika osunčanost tog područja i prekrasne plaže. Drašnice imaju 1100 kategoriziranih kreveta u privatnom smještaju i glavni adut su brojne plaže na kojima po kategoriziranom krevetu svakom gostu prirpada 8 m2 plaže. Osim turizmom, Drašničani se bave i ribarstvom, poljodjelstvom i maslinarstvom.

## Poznate osobe
- Antun Alačević, časnik u mletačkoj vojsci[8]
- Ante Urlić, hrvatski viceadmiral[9]
- Grgur Urlić-Ivanović (1842. − 1902.), hrvatski povijesni pisac i pjesnik
- Velimir Visković, hrv. kniževni kritičar, esejist i leksikograf

## Znamenitosti
- Ruralna cjelina Drašnica, zaštićeno kulturno dobro
- Crkva sv. Kate, zaštićeno kulturno dobro
- Crkva sv. Stjepana, zaštićeno kulturno dobro

## Vanjske poveznice
- Turističko društvo Drašnice  Arhivirana inačica izvorne stranice od 25. rujna 2008. (Wayback Machine)